# Democratici Svizzeri
I Democratici Svizzeri (DS) (in tedesco Schweizer Demokraten, "SD", in francese Démocrates Suisses, "DS", in romancio Democrats Svizers, "DS") sono un partito politico svizzero.
I Democratici Svizzeri si pongono a favore della neutralità della Svizzera e contro un'adesione della Confederazione all'Unione europea. Fino al 2007, il partito era rappresentato a livello federale in Consiglio nazionale, mentre ora lo è solo in alcuni legislativi ed esecutivi cantonali.

## Programma
I DS sono un partito nazionalista e conservatore che si riconosce nella destra sociale. Fin dalla loro fondazione sotto il nome di Azione Nazionale contro l'inforestierimento del popolo e della patria la lotta contro la svendita e il sovrappopolamento della Svizzera è stata al centro dei programmi del partito. L'obiettivo dichiarato dei DS è di mantenere una Svizzera libera, neutrale e indipendente nella sua attuale forma di stato federale con grande partecipazione del popolo a tutti i livelli politici.

## Storia
I Democratici Svizzeri nascono nel 1961 su iniziativa dello zurighese Fritz Meier con il nome tedesco di Nationale Aktion gegen die Überfremdung von Volk und Heimat, ovvero Azione Nazionale contro l'inforestierimento del popolo e della patria. Nel 1967 partecipano per la prima volta alle elezioni federali ottenendo un seggio con James Schwarzenbach.
Nel 1969 il partito lancia un'iniziativa volta a limitare al 10% la popolazione straniera per ogni cantone. Quest'iniziativa, conosciuta come Iniziativa Schwarzenbach, fu rigettata dal popolo nel 1970 con il 54% di voti contrari. In seguito Schwarzenbach abbandonò il partito, fondando il suo Movimento repubblicano, che avrebbe poi conquistato ben 7 seggi in Consiglio nazionale. Nel 1974 un'iniziativa analoga alla precedente fu rigettata con circa 2/3 di no.
Negli anni 1970 l'allora presidente Valentin Oehen provò a dare una svolta al partito, impegnandosi anche in temi quali l'ecologia e la protezione della natura e dell'ambiente. È un tema che si sarebbe sviluppato nei decenni a venire, come dimostra anche lo slogan utilizzato in occasione delle elezioni federali 2007: „national – umweltbewusst – sozial“ ("nazionale-ambientalista-sociale").
Nel 1977 il partito cambia il proprio nome in Nationale Aktion für Volk und Heimat (Azione nazionale per il popolo e la patria). Nel 1981 l'Azione nazionale lancia un referendum contro la nuova legge sugli stranieri, vincendo di stretta misura la votazione avvenuta l'anno seguente. Negli anni 1980 il partito vince altre votazioni sempre in tema di politica d'asilo e di naturalizzazioni.
Nel 1990 i Repubblicani si riuniscono al vecchio partito, e Azione Nazionale cambia il suo nome in Democratici Svizzeri (DS). Nel 1991 i DS conquistano per la prima volta un numero di seggi alle elezioni federali tali da permettere loro di formare un gruppo parlamentare. In seguito però il partito perderà sempre più aderenti, elettori e parlamentari in favore, soprattutto dell'UDC. Dal 1999 al 2007 i DS sono rappresentati in Consiglio nazionale unicamente dal bernese Berhard Hess, che è anche presidente del partito.
Dal 2007, per la prima volta dopo oltre 40 anni, il partito non conta più nessun esponente a livello federale, avendo raccolto solo lo 0,5% delle preferenze. Dopo una fase di incertezza sul futuro politico dei DS (l'ipotesi era quella dello scioglimento del partito e della creazione di un'associazione patriottica volta unicamente a lanciare iniziative o referendum), il partito ha deciso di continuare ad esistere.